# راکویل (مریلند)

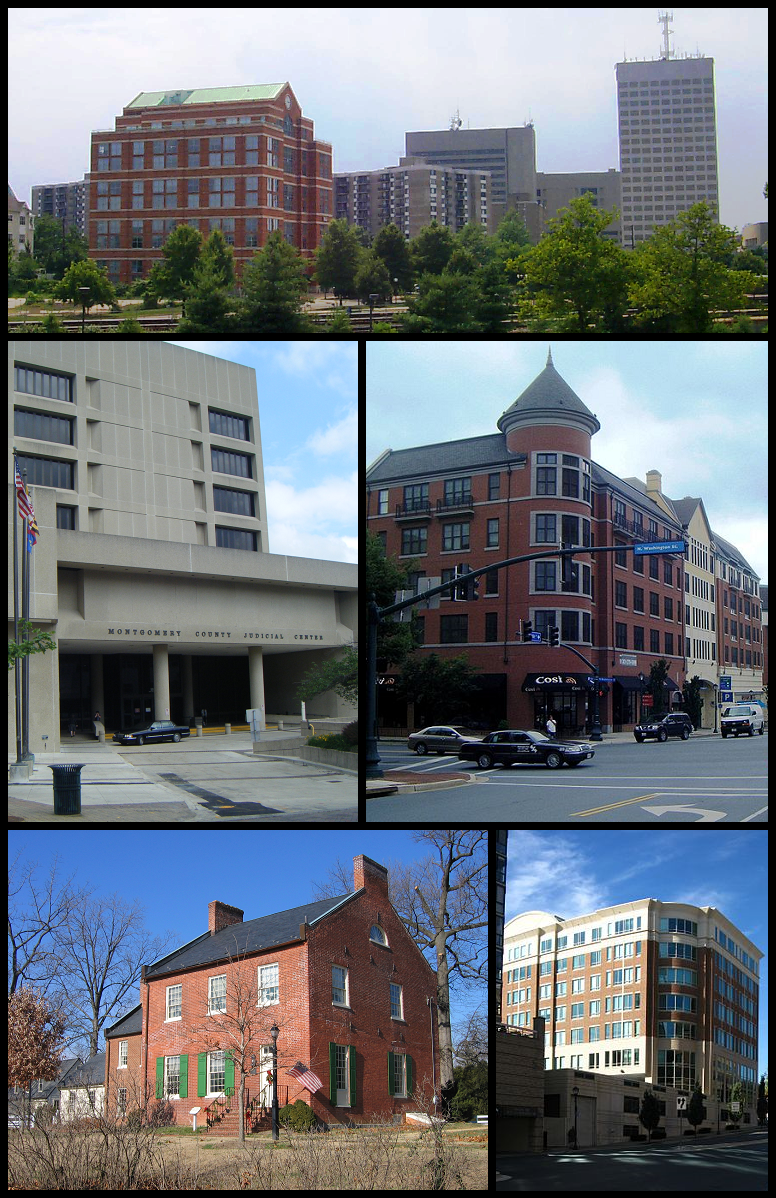

راکویل (به انگلیسی: Rockville) شهری در ایالت مریلند کشور ایالات متحده آمریکا است که جمعیت آن در سرشماری سال ۲۰۱۰ میلادی، ۶۱٬۲۰۹ نفر بوده‌است.